# Chryseuscelus haitensis
Chryseuscelus haitensis es una especie de coleóptero de la familia Attelabidae.

## Distribución geográfica
Habita en Haití.